# Zeehavenpolitie

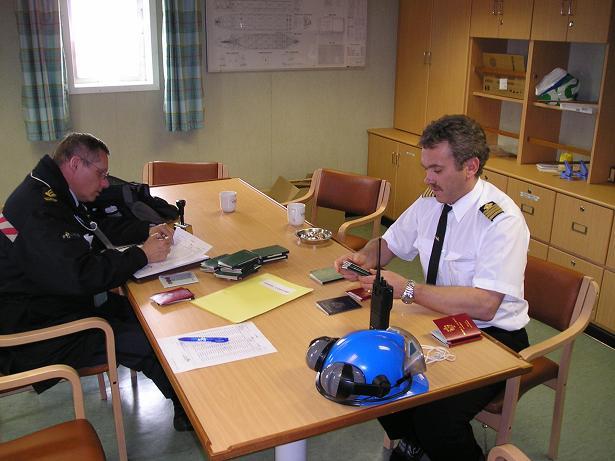
Grensbewaking aan boord van een zeeschip

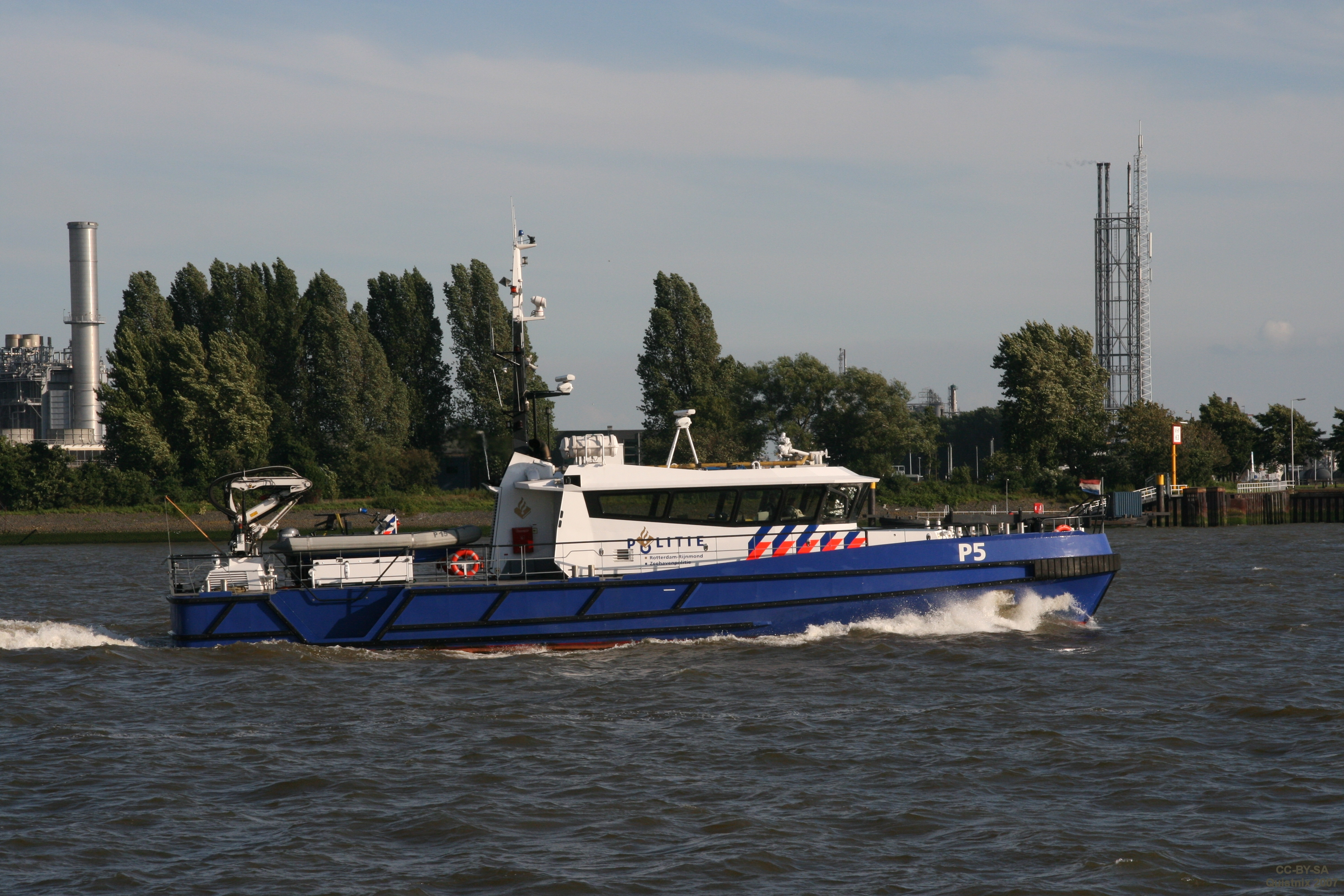
De P5, een boot van de Zeehavenpolitie

De Zeehavenpolitie is het onderdeel van de Nationale Politie dat actief is in de haven van Rotterdam en op de haventerreinen. Het werk van de zeehavenpolitie richt zich onder meer op nautisch toezicht, milieuhandhaving, bestrijding van criminaliteit, grensbewaking en het afhandelen van incidenten op het water. De Zeehavenpolitie werkt samen met onder meer het Havenbedrijf Rotterdam, de Douane, de Koninklijke Marechaussee, en de Inspectie Leefomgeving en Transport.
De Zeehavenpolitie is in 2000 voortgekomen uit de "Rivierpolitie". Met de nieuwe naam werd aangegeven dat het werkterrein meer is dan alleen de rivier. Het loopt van net voor de Brienenoordbrug bij Ridderkerk tot vijf mijl op zee. Dat is een gebied van 45 km lang en 5 km breed dat de rivier, havens, wegen, haventerreinen en recreatiegebieden bestrijkt. In de zomer is er ook toezicht op het Haringvliet, Brielse Meer en de Grevelingen en de 180 jachthavens in het werkgebied.
De hoofdvestiging van de Zeehavenpolitie is aan de Parkhaven in het Bureau Sint Jobsweg. In totaal zijn er ruim 350 medewerkers. De Zeehavenpolitie is een onderdeel van de Regionale Politie Eenheid Rotterdam.

## Geschiedenis
De Rivierpolitie is opgericht per 1 augustus 1895 als gevolg van een reeks klachten van de Rotterdamse cargadoors. De diefstallen in de haven rezen de pan uit en de cargadoors vroegen de verantwoordelijke autoriteiten om maatregelen. In 1893 nam hoofdcommissaris Willem Voormolen de eerste stappen in het oprichten van de toenmalige Rivierpolitie. Geen feestelijke opening of ceremonie, de mannen begonnen gelijk de eerste werkdag met werken. Al snel groeide de dienst uit tot een succesvolle handhaver in de Rotterdamse haven. Ook het onderscheid met de reguliere Gemeentelijke politie was er al snel. De reguliere dienders droegen stalen helmen, de Rivierpolitiedienders droegen petten.
Sinds de Eerste Wereldoorlog was de Rivierpolitie ook verantwoordelijk voor de grensbewaking, een taak die elders door de Koninklijke Marechaussee wordt uitgevoerd. In die jaren kwam de emigratie richting Amerika op gang en niet zelden kon men nog net een voortvluchtige crimineel pakken voordat deze kon vertrekken naar het vrije Amerika. Later, in de jaren 90, kreeg de term grensbewaking meer inhoud voor de Rivierpolitie door de komst van het Schengenverdrag.Naast het handhaven van de openbare rechtsorde en de grensbewaking was de Rivierpolitie ook verantwoordelijk voor het verlenen van hulp op en rond het water. Menig havenarbeider is zijn rit naar het ziekenhuis begonnen aan boord van een schip van de Rivierpolitie. Op 13 november 1918 wist de Rivierpolitie de voorpagina's van alle landelijke kranten te halen door het bestrijden van een oproer en de daaropvolgende brand aan boord van het gevangenenschip Alida. 13 gevangenen raakten gewond, echter het oproer bleef onder controle. In de jaren 30 kreeg de Rivierpolitie voor het eerst te maken met mensensmokkel. Emigranten die in Amerika de toegang was geweigerd, werden vanuit Rotterdam wederom illegaal naar Amerika gebracht. Ook kreeg een verstekeling in de jaren 30 bijzondere aandacht. De 11 jaar oude Emilio Perez uit Spanje kwam als verstekeling aan op een schip van de Holland-Amerika Lijn.
Sinds 1911 is de Rivierpolitie gehuisvest aan de Parkhaven, eerst op een drijvend ponton en vanaf 1938 in een gebouw aan de Sint Jobsweg 6 (in het huidige Lloydkwartier). Het laatste gebouw is nog steeds in gebruik, al staat er inmiddels een nieuw gebouw naast. Gedurende de Tweede Wereldoorlog waren de bureaus van de Rivierpolitie in handen van de Duitse troepen. Aan de Veerkade nr. 7 zat een afdeling van de Hamburg Wasserschutzpolizei en aan de Sint Jobsweg 6 de Duitse Sicherheitspolizei. Menig Nederlander heeft gevangengezeten in een van de cellen aan de Sint Jobsweg 6 en mogen ervaren dat de dienders van de Rivierpolitie niets van de Duitse bezetters moesten hebben. Als dank voor alle goede zorgen hebben de gevangenen een prachtig houtsnijwerk gemaakt, dat nog steeds te bewonderen is in de kantine van bureau Sint Jobsweg 6.
In de jaren zestig en '70 veranderde het hele beeld van de Rotterdamse haven. Er kwamen nieuwe havens bij, de chemie en containeroverslag ontwikkelde zich in een hoog tempo. De Rivierpolitie ging zich meer en meer richten op internationale criminaliteit en internationale samenwerking. In de jaren zestig kwam het Beneluxverdrag tot stand en werd de haven van Rotterdam een BeNeLux-buitengrens. In die jaren sprak men over passencontrole en werkte men met kaartenbakken waar alle binnenkomende schepen in stonden. Koninklijke Dirkzwager uit Maassluis levert sinds 1872 informatiediensten in en rond de Rotterdamse haven, zoals bijvoorbeeld de gegevens met betrekking tot binnenkomende schepen.
In de jaren zeventig kwam er steeds meer nadruk te liggen op de nieuwe havens. De Stadshavens werden minder belangrijk, steeds meer bedrijven gingen zich vestigen in de Botlek en de nog nieuwe Europoort. Door het steeds groter worden van de Rotterdamse haven was ook de Rivierpolitie genoodzaakt om een nieuw bureau te openen. Het nieuwe bureau kwam aan de Rozenburgse Sluis om zo beter de Europoort te kunnen bestrijken. Ook het bureau aan de Sint Jobsweg 6 werd te klein en in 1994 opende burgemeester Bram Peper een nieuwe aanbouw naast het oude bureau.
Anno 2000 is de naam Rivierpolitie aangepast in Zeehavenpolitie om zo aan te geven dat het werkgebied niet alleen de rivier is maar ook de gehele haven en de zee. In 2000 kreeg de Zeehavenpolitie ook de beschikking over een nieuwe eenheid Grensbewaking. Een lichting van een twintigtal nieuwe collega's kwam de dienst versterken om zo een start te maken met een heel nieuwe afdeling. De noodzaak tot het oprichten van deze afdeling kwam voort uit het Schengenverdrag. De Zeehavenpolitie had afspraken gemaakt met het verantwoordelijke ministerie, de IND, en om deze na te kunnen komen kreeg de Zeehavenpolitie financiële middelen om de eerder genoemde eenheid Grensbewaking te kunnen oprichten. Anno 2007 heeft de eenheid Grensbewaking een 85 medewerkers in dienst en is ze nog steeds aan het uitbreiden. De eenheid Grensbewaking is verantwoordelijk voor de grensbewaking in de Rotterdamse haven (met uitzondering van de ferry's van P&O, daar is de Koninklijke Marechaussee nog actief).
De recherche beschikt over een specialistisch milieuteam dat zich bezighoudt met (inter)nationale nautisch- en havengerelateerde milieucriminaliteit. Daarnaast richt het HARC-team (Hit And Run Cargo team, een samenwerkingsverband tussen politie, douane, FIOD en het openbaar ministerie) zich op de drugssmokkel in de Rotterdamse haven.

## Afdelingen
- Recherche (Milieu, ZwaCri, VVC en HARC)
- Wijkpolitie
- Grenstoezicht
- Ondersteuning

## Materieel
De zeehavenpolitie beschikt over meerdere vaartuigen, die onderscheiden kunnen worden naar grootte, snelheid, diepgang en zeewaardigheid. Voor elk gebied is er een geschikt vaartuig. Zo zijn de P8 en P9 snelvarende vaartuigen (RHIB's, oftewel Rigid Hull Inflatable Boats), tot 70 km/u, die in het gehele bewakingsgebied van de Zeehavenpolitie ingezet kunnen worden. De P8 heeft haar ligplaats in de Europoort en de P9 heeft als ligplaats de Parkhaven. Beide vaartuigen zijn zowel geschikt voor de binnenwateren als inzet op zee.
Daarnaast zijn er surveillanceauto’s, die voornamelijk voor de surveillance op haventerreinen worden ingezet. Enkele auto’s zijn niet als politieauto herkenbaar. Eén auto is speciaal uitgerust voor milieutaken.